# Jestem Baba. Ich bin ein Weib
Jestem Baba. Ich bin ein Weib ist ein Dokumentarfilm von Jörg Andrees von 1975 über polnische Frauen.

## Inhalt
Es werden fünf ältere polnische Frauen aus Krakau und dessen Umgebung vorgestellt.
Eine Stahlarbeiterin aus Nowa Huta berichtet, dass ihre Eltern als Zwangsarbeiter nach Deutschland gebracht worden seien.
Eine weitere Frau erzählt, dass ihre Geschwister von den Deutschen verhaftet und in ein Konzentrationslager gebracht worden seien, sie selber habe den polnischen Widerstand unterstützt und auch heimliche Fotografien vom KZ Auschwitz gemacht.
Eine Heimleiterin berichtet von den fünfzehn Kindern, die sie betreut, eine Sozialarbeiterin erzählt von ihrer schwierigen Tätigkeit mit auffälligen Jugendlichen.
Am Ende des Films stellt eine ältere Bäuerin ihre Stickereien vor.

## Hintergründe
Der Film wurde von deutschen und polnischen Filmstudenten als eine von wenigen Kooperationen der Filmhochschulen in Babelsberg und Łódź  gemeinsam hergestellt, anlässlich des Internationalen Jahrs der Frau. Der bekannte Regisseur Heiner Carow war als Berater an den Entwürfen beteiligt, auch sein Kameramann Jürgen Brauer unterstützte die Entstehung. Die polnischen Frauen hatten die Studenten selber kennengelernt oder sie wurden ihnen zugeteilt. Die Aufnahmen erfolgten im Sommer 1975.
Bei der ersten Abnahme der Rohfassung an der Filmhochschule Babelsberg im September gab es von den anwesenden Studenten und Dozenten viel Lob.
Dennoch wurde der Film in den folgenden Wochen durch die Hochschulleitung etwas verändert. Bei der Endabnahme nach etwa einem Monat gab es noch längere Diskussionen der Verantwortlichen, weil einige Darstellungen, besonders der Sozialarbeiterin teilweise recht negative Eindrücke aus der polnischen Gesellschaft vermitteln würden. Dank der Fürsprache von Heiner Carow und einiger anderer Lehrkräfte erhielt der Film dann aber doch die Anerkennung als Diplomfilm.
Er wurde auf dem Internationalen CILECT-Studentenfilmfestival in Łódź 1975 gezeigt und erhielt dort eine lobende Erwähnung.
Das Thüringer Tageblatt  würdigte den Film: »Durch interessante Kameraführungen und Selbstaussagen wird dem Zuschauer die lebensbejahende Kraft der Frauen in extrem unterschiedlichen Konflikten der Vergangenheit und Gegenwart nahegebracht.«
Im DDR-Fernsehen war er zunächst in der Sendereihe Versuche angekündigt, wurde dann aber wahrscheinlich doch nicht gezeigt.